# Az idő felett járó lány
Az idő felett járó lány (時をかける少女; Toki o kakeru sódzso) Cucui Jaszutaka science fiction regénye. Egy középiskolai diáklány történetét meséli el, aki véletlenül szert tesz egy különleges képességre, ami az időutazás. Eredetileg hét részben jelent meg középiskolásoknak szóló magazinokban. Könyvként először 1967-ben jelent meg a Kadokawa Shoten által. Ez lett Cucui legismertebb műve, ami több feldolgozásban is megjelent, mint például az 1983-as élőszereplős film, Obajasi Nobuhiko rendezésében, valamint a 2006-os animációs film, Hoszoda Mamoru rendezésében.
A regény magyar nyelven 2015-ben jelent meg a Trivium Kiadónál, Varga Csaba Béla fordításában.

## Cselekmény
|  | Alább a cselekmény részletei következnek! |

Josijama Kazuko, egy középiskolai diáklány, az iskolai kémiaszertárt takarítja osztálytársaival, Fukamacsi Kazuoval és Aszuka Goroval. A lány elment kivinni a szemetet, majd visszajött, hogy elpakoljon, ekkor pedig furcsa hangot hallott a szertárból. Bement, hogy ellenőrizze, ki van bent, de senkit nem talált ott. Levendulaszerű illatot érzett, az erős illat miatt pedig elgyengült és elvesztette az eszméletét. A történtek után három nappal Kazukoval egyre több furcsa dolog esett meg. Barátja, Goro háza kigyulladt egy földrengés után. Másnap reggel pedig a sietség miatt majdnem elütötte őket egy teherautó, Kazuko azonban 24 órával visszautazott a múltban, így a sok szerencsétlen esemény meg sem történt.
Kazuko azonban emlékszik a történtekre, és ezt meg is osztja barátaival, akik először nem hisznek neki, de a lánynak sikerül meggyőznie őket azzal, hogy megjósolja a földrengést és a tűzvészt is. Fukusima, a kémia tanáruk, ad magyarázatot a történtekre, elmagyarázza Kazuko új képességét, amit a „teleportáció” és az „időugrás” szavakkal illet. Ahhoz, hogy Kazuko megoldja a rejtélyt, vissza kell utazzon a múltba négy napot, amikor az egész esemény kezdetét vette.
Végül Kazukonak, elhatározottsága miatt, sikerül visszaugrania az időben. A kémiaszertárban találkozik egy rejtélyes fiúval, aki felvette barátja, Kazuo személyiségét. Valójában a neve Szogol Ken, egy időutazó, aki i. sz. 2660-ból érkezett. Életének kereszteződése a lányéval egy „időugró” drog véletlenszerű hatása miatt történt. Ken egy hónapig marad, Kazuko pedig szerelmes lesz a fiúba. Azonban amikor a fiú távozik, mindenkinek az emlékezetből kitörli saját magát, beleértve Kazuko emlékeiből is. A könyv végén Kazukonak van egy halvány emléke arról, hogy valaki megígérte neki, hogy újra találkoznak, mindig amikor a lány levendula illatot érez.

### A második kisregény
A kötetben található még egy kisregény is, aminek a címe Rémálmok fogságában. A főszereplőnő, Maszako, számos dologtól fél. A kisregény több rövid történetben mesél a rémálmokról. Többek között, az öccse, Josio rémálmáról is van benne szó. Mégis az egész történet fő pontja az, hogy Maszako hogyan győzi le saját félelmeit, mászik fel egy óratoronyba, hogy legyőzze a magasságtól való félelmét. Félelmei legyőzésében régi barátja, Bunicsi segíti. Idővel pedig Maszako rájön, hogy honnan is erednek nem csak saját, hanem öccse rémálmai is.
|  | Itt a vége a cselekmény részletezésének! |

## Magyarul
- Az idő felett járó lány; ford. Varga Csaba Béla; Trivium, Bp., 2015

## Adaptációk

### 1972-es tévésorozat
Az NHK által készített két adaptáció Time Traveler és Zoku Time Traveler címen jelent meg és 1972-ben futott.

### 1983-as film
Az 1983-as élőszereplős film egy közvetlen adaptációja a regénynek, amit 1983. július 16-án mutattak meg Japánban, a Toei cég által, Obajasi Nobuhiko rendezésében. A forgatókönyvet Kenmocu Vataru írta, a főszerepet pedig Harada Tomojo játszotta. Azóta nemzetközileg megjelent DVD-n is, angol felirattal és több nem hivatalos címmel is.

### 1983-as rövid történet
Cucui Jaszutaka írt egy rövidebb történetet, amiben a saját regényét parodizálta, válaszul a film adaptációra.

### 1985-ös dorama
Egy rész erejéig adaptálva a Getsuyo Drama Land c. műsorhoz, Minamino Joko szereplésével.

### 1994-es dorama
A második élőszereplős televíziós adaptáció egy öt részes sorozatként futott a Fuji Television adóján 1994. február 19. és március 19. között. Ocsiai Maszajuki és Szato Juicsi rendezte, a forgatókönyvet Kimizuka Rjoicsi írta, zenéjét pedig Hiszaisi Dzsó szerezte. A főszerepet az akkor még kezdő Ucsida Juki játszotta.

### 1997-es film
A második élőszereplős film adaptációját 1997. november 8-án mutatták be, Kadokava Haruki rendezésében. A forgatókönyvet Itó Rjóri, Kacura Csiho és Kadokava Haruka írta, a főszerepben pedig a kezdő Nakamoto Nana szerepelt.

### 2002-es televíziós film
A regény a Shinshun! Love Stories antológiába is át lett ültetve, amiben a Morning Muszume nevű j-pop lánycsapat tagjai szerepeltek. A részt Terada Tosio írta, Onohara Kazuhiro rendezte, Abe Nacumi szereplésével.

### 2006-os anime film
Az idő fölött járó lány anime változatán a Madhouse animációs stúdió dolgozott, a gyártást pedig a Kadokava Soten végezte. A mozikban először 2006. július 15-én jelent meg Japánban. Később, 2007. április 20-án DVD-n is forgalomba hozták sima és limitált kiadásban. A regény főszereplője a nagynénje a film főszereplőjének.

### 2010-es film
A harmadik élőszereplős filmadaptáció 2010. március 10-én jelent meg. A film főcimdalát az Ikimono-gakari japán rockegyüttes adta elő. A filmben Naka Riisza játssza a főszerepet, mint Josijama Akari, Josijama Kazuko lánya. Naka Riisza a 2006-os animációs filmben, a főhősnő, Konno Makoto hangját adta. A 2010-es filmben, ami a folytatása az eredeti történetnek, Kazuko lánya, Akari visszautazik az időben, hogy átadjon egy üzenetet Kennek.

### 2016-os dorama
Egy ötrészes élőszereplős televíziós sorozat futott 2016-ban, Kikucsi Fuma és Kurosima Juina szereplésével.

### Manga
A regényt 2004-ben egy kétkötetes mangába is átültették, ami The Girl Who Runs Through Time (時をかける少女; Toki o kakeru sódzso) címmel jelent meg Cucui Jaszutaka története alapján, Cugano Gaku által illusztrálva. Angolul 2008 októberében jelent meg a CMX Manga kiadásában. Ezenkívül a 2006-os animációs film alapján készült újabb manga adaptációban is közölték a Kadokava Soten Gekkan Sónen Ace magazinjában 2006. április 26. és június 26. között, Kotone Ranmaru által illusztrálva. A fejezeteket később egy kötetben is megjelentették és 2006. június 26-ától árusították. Egy másik manga is megjelent Toki o kakeru sódzso – After (時をかける少女 After) címmel, amit a Young Ace magazinban közöltek, a 2010-es film bevezetéseként.

## Fordítás
- Ez a szócikk részben vagy egészben  a   The Girl Who Leapt Through Time című angol Wikipédia-szócikk ezen változatának fordításán alapul.  Az eredeti cikk szerkesztőit annak laptörténete sorolja fel. Ez a jelzés csupán a megfogalmazás eredetét és a szerzői jogokat jelzi, nem szolgál a cikkben szereplő információk forrásmegjelöléseként.